# Jidé

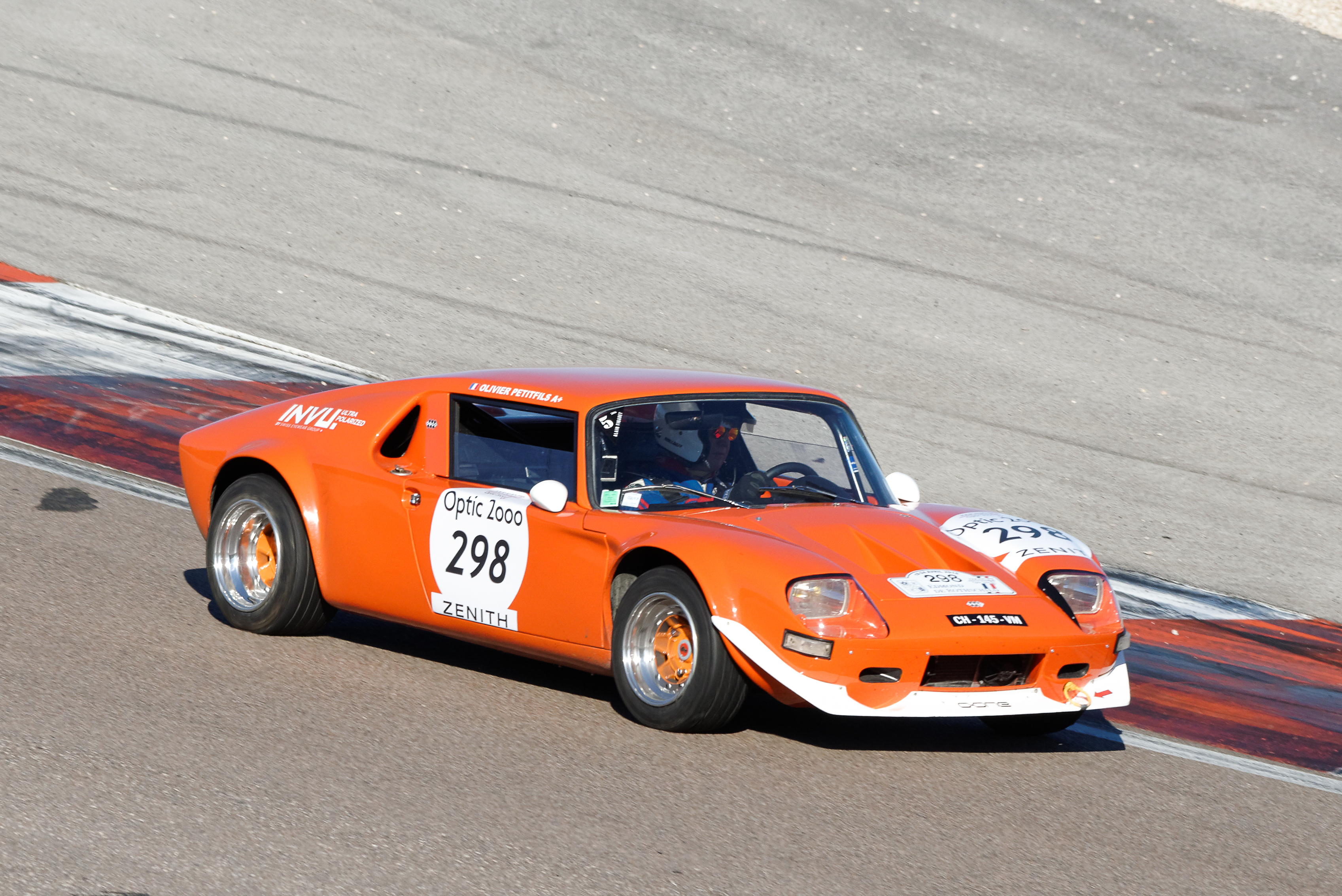
Jidé

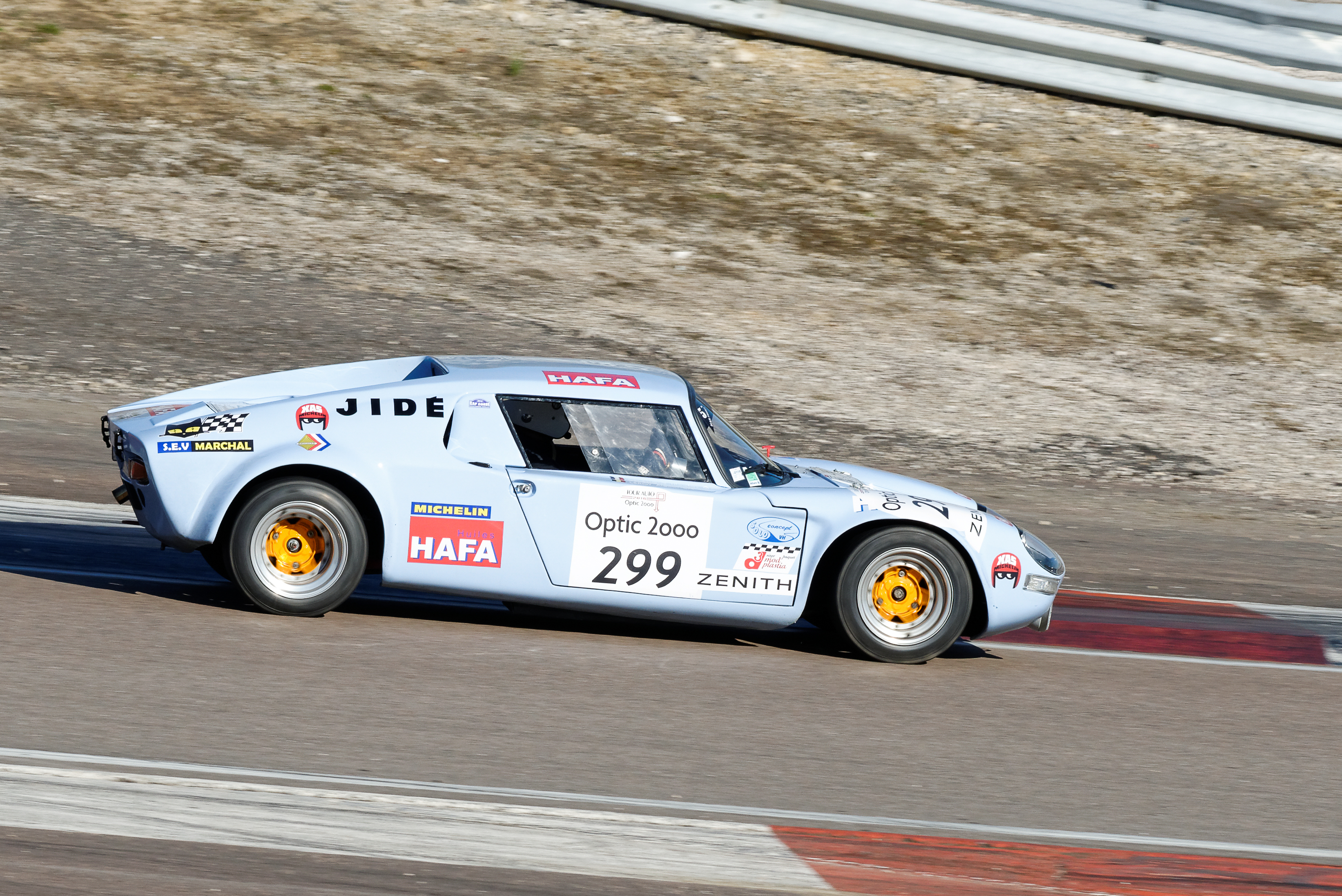
Seitenansicht

Jidé war eine französische Automarke.

## Unternehmensgeschichte
Jacques Durand, der zuvor für A.T.L.A., Chappe et Gessalin, SERA und Sovam tätig war, gründete 1969 das gleichnamige Unternehmen in Châtillon-sur-Thouet und begann mit der Produktion von Automobilen. Der Markenname Jidé war von Jacques Durands Initialen abgeleitet. 1974 wurde die Produktion vorübergehend eingestellt. Bis dahin waren weniger als 100 Fahrzeuge entstanden. 1977 nahm die Société des Automobiles Jidé aus Cherves-de Cognac die Produktion wieder auf. 1978 übernahm der Club Jidé France aus Bergerac unter Leitung von Jacques Herment die Produktion. Ab 1980 fand die Produktion in La Force statt. 1981 war endgültig Schluss. Die Fahrzeuge waren auch als Kit Car erhältlich.

## Fahrzeuge
Im Angebot standen Sportwagen. Die Coupé-Karosserie bot Platz für zwei Personen. Die Motoren waren in Fahrzeugmitte eingebaut. Zur Wahl standen Vierzylindermotoren der Renault-Modelle 8, 8 S, 8 Gordini, 12 und 16.
Folgende Modelle/Motoren wurden angeboten:
- 1100, mit 1108 cm³ Hubraum und wahlweise 43 und 53 PS
- 1300, mit 1289 cm³ Hubraum und 48 PS
- 1300 Gordini, mit 1255 cm³ Hubraum und 88 PS
- 1600, mit 1565 cm³ Hubraum und 85 PS
- 1600 Gordini, mit 1565 cm³ Hubraum und 113 PS.

Nach der Wiederaufnahme der Produktion erschien der 1600 S. Alternativ standen ein Gordini-Motor mit 1300 cm³ Hubraum und der Motor vom Renault 20 mit 2000 cm³ Hubraum zur Verfügung.